# 阿部未喜男
阿部 未喜男（あべ みきお、1919年〈大正8年〉12月2日 - 2005年〈平成17年〉12月7日）は、日本の政治家。衆議院議員（7期、日本社会党）を務めた。

## 来歴・人物
大分県速見郡杵築町（現杵築市）出身。熊本逓信講習所卒。
全逓地方本部委員長を経て、1969年（昭和44年）の第32回衆議院議員総選挙で旧大分県第2区から日本社会党公認で立候補し初当選。以降、当選7回。
社会党右派グループ「水曜会」の代表を務めた。1992年（平成4年）4月の春の叙勲で勲二等に叙され、旭日重光章を受章する。翌1993年（平成5年）、横光克彦に地盤を譲り、政界から引退する。政界引退後は横光の後援会会長を務めていた。
2005年（平成17年）12月7日、肝炎のため大分県別府市の病院で死去した。86歳没。死没日付をもって正四位に叙された。